# Estados Unidos contra Lara
El caso Estados Unidos contra Lara, vol. 541, pág.193 (2004), fue un caso de la Corte Suprema de los Estados Unidos por la cual dicho país y una tribu nativa americana (india) podían procesar a un indio por actos que constituían un delito en ambas jurisdicciones.  El Tribunal estimó que los Estados Unidos y la tribu eran soberanías separadas, por lo que no se violaba la Double Jeopardy Clause ("Cláusula de doble riesgo"), según la cual no se podía procesar a una persona dos veces por el mismo delito.
En la década de 1880, el congreso aprobó el Major Crimes Act ("Ley de crímenes graves"), que privaba a las tribus de competencia penal con relación a varios delitos graves.  En 1990, la Corte Suprema dictaminó en el caso Duro contra Reina que una tribu india carecía de autoridad para procesar a un indio sin ser éste miembro de la tribu. Al año siguiente, el congreso aprobó una ley que reconocía la autoridad de las tribus indias para enjuiciar a indios no miembros por crímenes cometidos dentro de la jurisdicción territorial de la tribu, debido a su soberanía inherente.
Al reo, Billy Jo Lara, se le acusaba de actos considerados delito tanto por las leyes de la tribu Spirit Lake Sioux como por el Código federal de los Estados Unidos. Lara se declaró a sí mismo culpable de los cargos tribales, pero reivindicó el principio de "non bis in ídem"(double jeopardy en EE. UU.) ante los cargos federales. El Tribunal Supremo resolvió que el double jeopardy no se aplicaba a Lara, ya que "los cargos los presentaban por separado dos órganos soberanos distintos".

## Antecedentes

### Historia
Los sioux constaban de tres grupos principales: los lakota en el oeste, los dakota del oeste en el centro, y los dakota del este en el este. Estos últimos conocidos como santee y originarios del área de Minnesota. Los chippewa u ojibwa también procedían de la misma área general. Ambas tribus habían estado en guerra desde 1736 aproximadamente, y hacia 1750 los chippewa habían obligado a los Santee a trasladarse a la llanura del oeste. La guerra entre las tribus continuó hasta la década de 1850. Los enfrentamientos cesaron a partir de 1862, cuando los Santee se rebelaron contra los blancos y fueron trasladados al Territorio de Dakota. En 1872, los Sisseton y los Wahpeton, dos grupos pertenecientes a los Santee, firmaron un tratado para asentarse en la reserva Spirit Lake.

### Major Crimes Act

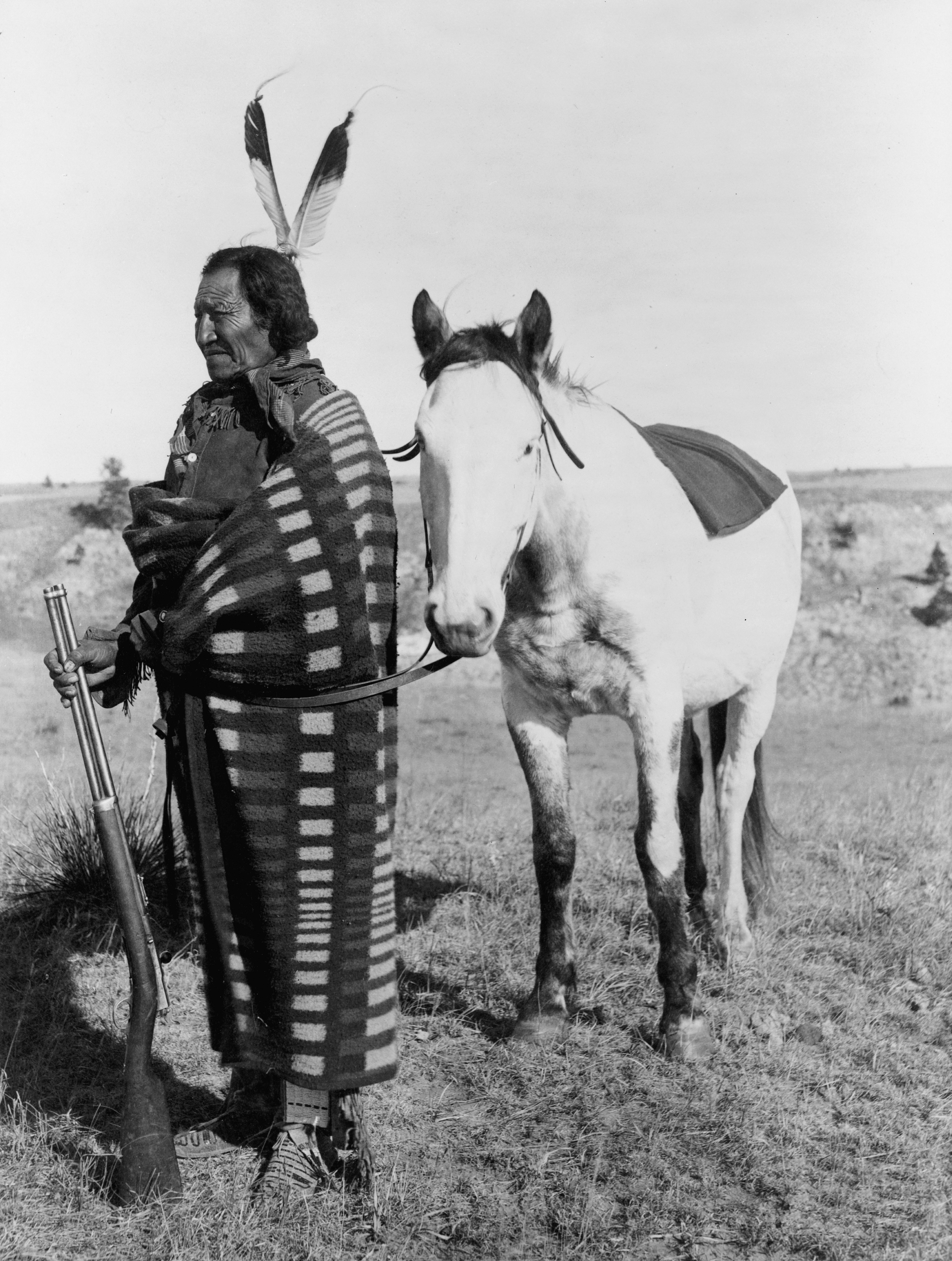
Crow dog

En un principio, los delitos cometidos por indios contra indios no estaban sujetos a la jurisdicción federal o estatal, sino a la ley de la tribu.  En 1881, un lakota brulé llamado Crow Dog disparó y mató a otro indio, Sinte Galeshka, en la Gran Reserva Sioux en Dakota del Sur. Crow Dog fue llevado ante el tribunal federal por asesinato, declarado culpable y condenado a la horca. Él solicitó un procedimiento de hábeas corpus al Tribunal Supremo, el cual determinó en el Ex parte Crow Dog que no tenía jurisdicción para juzgar el caso. Crow Dog fue puesto en libertad, habiendo indemnizado a la familia de Sinte Galeshka según la ley tribal.
En respuesta al Ex Parte Crow Dog, el congreso aprobó el Major Crimes Act en 1885. Esta ley estipulaba que el gobierno federal tenía competencia exclusiva sobre determinados crímenes de indios contra indios cuando éstos fueran cometidos en "territorio indio". En 1886, la ley fue confirmada por el Tribunal Supremo en el caso Estados Unidos contra Kagama.

### Durocontra Reina
En 1990, el Tribunal Supremo decidió en el caso Duro contra Reina que una tribu india no tenía jurisdicción para procesar a un indio de otra tribu. Los jefes tribales instaron al Congreso a resolver el problema que surgió a raíz de esa resolución. En 1991, el congreso enmendó el Indian Civil Rights Act (ICRA), en el que se reconoció el poder inherente de las tribus indias para ejercitar jurisdicción criminal sobre todos los indios. Esta legislación llegó a conocerse como el "Duro fix" (arreglo de Duro), y se basaba en la soberanía tribal en vez de en una delegación de poder federal.

### Arresto
Billy Jo Lara fue un miembro de la tribu Turtle Mountain de los chippewa, ubicados en el norte de Dakota del Norte cerca de la frontera canadiense. La reserva Spirit Lake se encuentra aproximadamente a 90 millas (140 km) al sur de la reserva Turtle Mountain. Lara se había casado con un miembro de la tribu Santee de Spirit Lake, y había residido en la reserva Spirit Lake con su esposa e hijos hasta que le desterraron por varias faltas graves. Lara regresó a la reserva, donde fue arrestado y acusado de intoxicación pública. Tras su arresto, el agente Bryon Swan de la Oficina de Asuntos de Nativos Estadounidenses (BIA) llevó a Lara a la estación de policía, donde le informaron sobre una orden de los Sioux para expulsarlo de la reserva. Fue entonces cuando Lara golpeó a Swan, quien, como funcionario de la BIA, era considerado un agente tanto tribal como federal.

### Registro jucidial

#### Tribunales
Tras su arresto, el juzgado de la tribu Sioux de Spirit Lake acusó a Lara de agresión contra los agentes que le arrestaron, además de otros cuatro cargos. Lara se declaró culpable ante la acusación cargo de "violencia contra un policía" presentada por la tribu. Poco después, los fiscales federales acusaron a Lara de agresión contra un agente federal, y un jurado federal de acusación lo condenó. Lara pidió la desestimación del cargo basándose en el principio de "non bis in ídem" (double jeopardy) y otros fundamentos constitucionales. El Tribunal del Distrito Federal, con el juez Alice R. Senechal sentado por consentimiento, rechazó la petición, y a Lara se le declaró culpable condicionalmente, aplazando el derecho de apelación. Senechal indicó que otros dos tribunales ya habían resuelto la no aplicación del double jeopardy, que el ICRA sólo reconocía la soberanía inherente de las tribus y no delegaba el poder de procesamiento a la tribu. También advirtió que otro tribunal de circuito había dictaminado lo mismo. Asimismo, Lara argumentó que la doctrina Petite, si se aplicaba, impediría su procesamiento, y que dicha doctrina discriminaba a los indios, pues nunca se aplicaba a los procesamientos federales posteriores a las condenas del tribunal tribal. Senechal rechazó su petición, dado que Lara no había mostrado ningún ejemplo de otras carreras no siendo prosecuted para como offenses.

#### Tribunal de Apelación
Lara solicitó al Eighth Circuit Court of Appeals ("Tribunal de Apelación del Octavo Circuito") que anulara la denegación de su petición, argumentando que el tribunal de la tribu había obtenido su autoridad del ICRA, una ley del congreso, y que tanto el poder del tribunal tribal como el del federal provenían del mismo soberano. Un jurado de tres jueces del tribunal de circuito confirmó la resolución del tribunal del distrito, arguyendo que el poder de la tribu derivaba de su propia soberanía, que estaba separada de la de los Estados Unidos. Según señala el Eighth Circuit, el Tribunal Supremo había observado en la resolución del caso Duro que el congreso podía dirigir el sistema jurisdiccional, y lo había hecho. Cuando el congreso enmendó el ICRA, dirigían un asunto de derecho consuetudinario federal, no un asunto constitucional, y tenían autoridad para reconocer la soberanía de las tribus. De modo que el grupo dio la razón al tribunal de prueba en la doctrina Petite. El juez Hansen disintió, creyendo que la tribu sacaba la autoridad para procesar a Lara del gobierno federal.
Lara entonces pidió un nuevo juicio por el tribunal en pleno, lo cual se le concedió. El tribunal en pleno revirtió la resolución del juzgado de tres jueces y ordenó anular la acusación federal debido al double jeopardy. Aunque el tribunal observó que la Quinta Enmienda permitía que el procesamiento lo realizaran dos soberanos separados, como el gobierno federal y un gobierno estatal,  también descubrió que la autoridad de una tribu india para procesar a criminales provenía del ICRA, una ley federal. El mismo tribunal advirtió que, en los anteriores fallos del Tribunal Supremo, la determinación de la jurisdicción tribal no se basaba en el hecho de que fuera de raza india, sino miembro de una tribu. Es por ello por lo que se aplicó el double jeopardy,  y los Estados Unidos apelaron al Tribunal Supremo, el cual concedió la avocación para oír el caso.

## Tribunal supremo

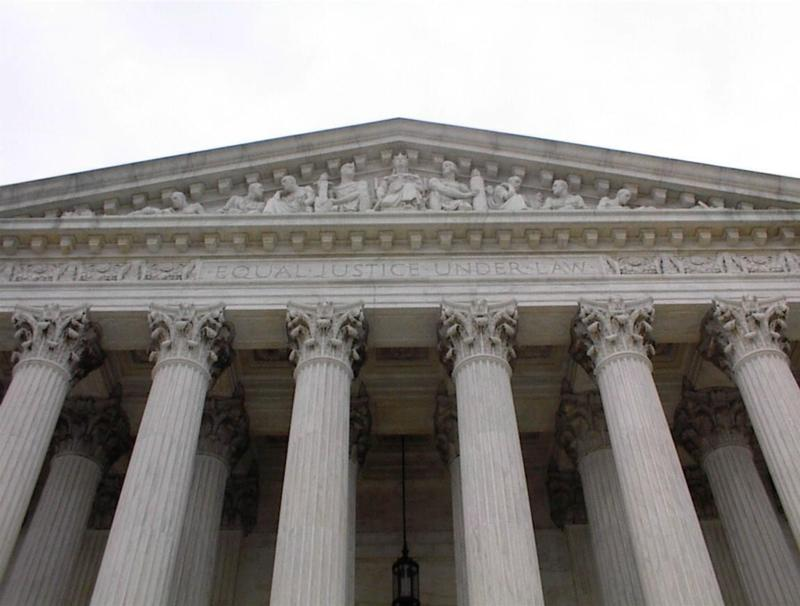
Tribunal Supremo de EE. UU.

### Exposiciones

#### Estados Unidos
El procurador general Ted Olson argumentó que, en respuesta a la resolución de Duro, el Congreso actuó para "reconocer y afirmar" el poder inherente de la tribu india para aplicar sus leyes penales contra indios de otras tribus. Olson indicó que la resolución del caso Estados Unidos contra Wheeler declaraba claramente que una tribu podía procesar a un miembro de la tribu por un crimen, y que el gobierno federal podía posteriormente procesarle por los mismos actos criminales sin recurrir al double jeopardy, si las acciones del acusado violaban la ley Federal. Según Olson, el historial jurídico del caso Duro indicaba claramente que el congreso pretendía restaurar, no delegar, la autoridad de una tribu para procesar a indios no miembros. El gobierno arguyó que la prescripción en el caso Duro fue una prescripción reglamentaria de la soberanía de la tribu, no una constitucional, y que el congreso tenía la autoridad para suprimirla. Aclaró que la soberanía de una tribu había permitido el procesamiento de indios no miembros durante siglos, el Congreso lo limitó. Los Estados Unidos fue apoyado por escritos de amicus curiae presentadas por el Estado de Washington y otros siete estados, el Estado de Idaho y otros cinco estados, el Congreso Nacional de indios americanos, y dieciocho tribus indias.

#### Lara
Alexander F. Reichert fue nombrado por el Tribunal Supremo para abogar en favor de Lara. Reichert alegó que una tribu india no tenía soberanía inherente en cuanto a indios no miembros, sino solo el poder que el congreso había decidido dar a la tribu, citando los casos de Duro, Wheeler, y Oliphant contra la tribu india Suquamish para apoyar su argumento. Declaró que era competencia del Tribunal Supremo, no del Congreso, determinar la soberanía inherente de la tribu y que, ya que la tribu no poseía dicha soberanía, solo podía procesar a un indio no miembro basándose en la soberanía federal, y por tanto, un procesamiento federal posterior significaba una vulneración de la prohibición del double jeopardy. Se indicó que los miembros de tribus indias eran al mismo tiempo ciudadanos de Estados Unidos, y protegidos de la misma manera que cualquier otro ciudadano. Reichert afirmó que el caso Duro fue resuelto como un asunto constitucional, no de ley común, y que fue competencia del Tribunal determinar el asunto, no del Congreso. Someter a Lara a un procesamiento dirigido por un tribunal tribal, que no estaba sujeto al Bill of Rights, lo privaría de sus derechos como ciudadano de Estados Unidos. La postura de Lara fue apoyada por cartas de amicus curiae archivadas por el National Association of Criminal Defense Lawyers ("Asociación Nacional de Abogados de Defensa Criminal"), el Condado de Lewis, Idaho (junto con varios condados más), Citizen's Equal Rights Foundation ("Fundación de los Derechos Igualitarios del Ciudadano"), y T. Morris, E. Morris, y R. Morris (personas indias).

### Opinión del Tribunal

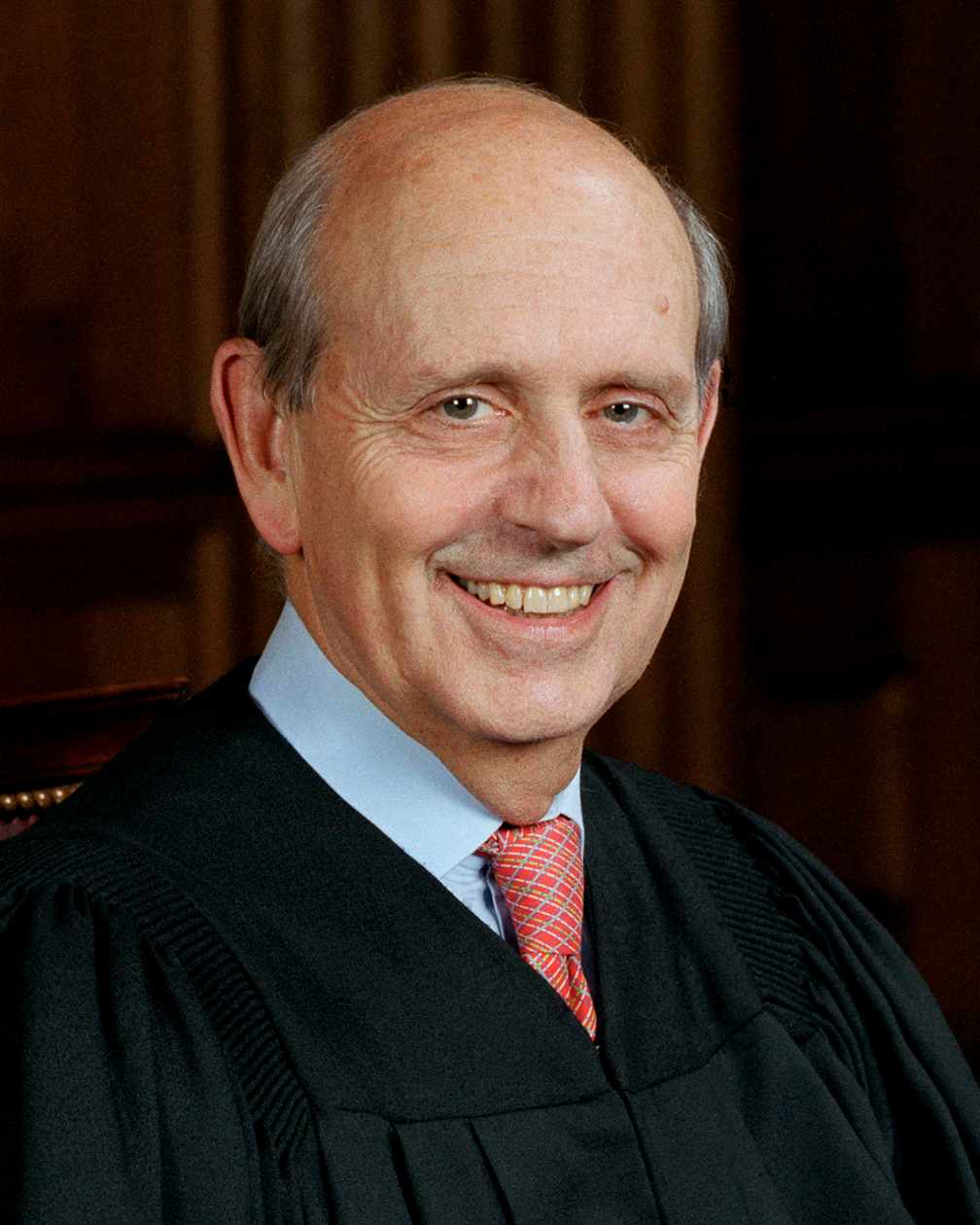
El juez Stephen Breyer escribió la opinión mayoritaria en el caso Lara.

El juez Stephen Breyer entregó la opinión del tribunal el 19 de abril de 2004. Breyer pensaba que la pregunta que el Tribunal debía responder era si el congreso tenía la autoridad para relajar las restricciones que habían sido impuestas en la soberanía inherente de una tribu india. Señaló que la intención del congreso era evidente, basándose no solo en el lenguaje llano del estatuto, sino también en su historial jurídico.
Breyer declaró que la "Cláusula de Comercio Indio" (Indian Commerce Clause) de la Constitución de los Estados Unidos concedía al Congreso un poder pleno y exclusivo para legislar con respecto a las tribus indias, e indicó que la "Cláusula de Tratado Indio" (Indian Treaty Clause) no otorgaba específicamente al Congreso el derecho de legislar, sino que los tratados hechos conforme a la cláusula podían conceder al Congreso la autoridad para legislar en relación con asuntos de tratado.